# تاناگورا، فوکوشیما
تاناگورا، فوکوشیما (به لاتین: Tanagura, Fukushima) یک منطقهٔ مسکونی در ژاپن است که در استان فوکوشیما واقع شده‌است. تاناگورا ۱۵۹٫۸۲ کیلومترمربع مساحت و ۱۴٬۴۴۶ نفر جمعیت دارد.